# Nataniël
Nataniël (30. kolovoza 1962.) je južnoafrički pjevač, tekstopisac, zabavljač i glumac. Svoju solo karijeru započeo je 1987. izdavanjem prvog singla, Maybe Time. Od tada je izdao 15 albuma, organizirao više od 80 originalnih kazališnih predstava i objavio 21 knjiga. Nataniël upravlja tvrtkom specijaliziranom za lifestyle robu Kaalkop. Iako je glumio u kazalištu, na televiziji se pojavio samo jedanput i to u filmu Princ od Pretorije.

## Filmografija
| Godina | Film               | Uloga                       |
| 1992.  | Princ od Pretorije | Nataniël (glumi samog sebe) |

## Vanjske poveznice
- Nataniël u internetskoj bazi filmova IMDb-u (engl.)